# 卡馬戈鎮區 (伊利諾伊州道格拉斯縣)
卡馬戈鎮區（英語：Camargo Towbship）是位於美國伊利諾伊州道格拉斯縣的一個行政鎮區。

## 地方資料
根據2010年美國人口普查的數據，卡馬戈鎮區的面積為100.10平方千米，當中陸地面積為99.90平方千米，而水域面積為0.20平方千米。當地共有人口3501人，而人口密度為每平方千米34.98人。